# Ossi Oswalda

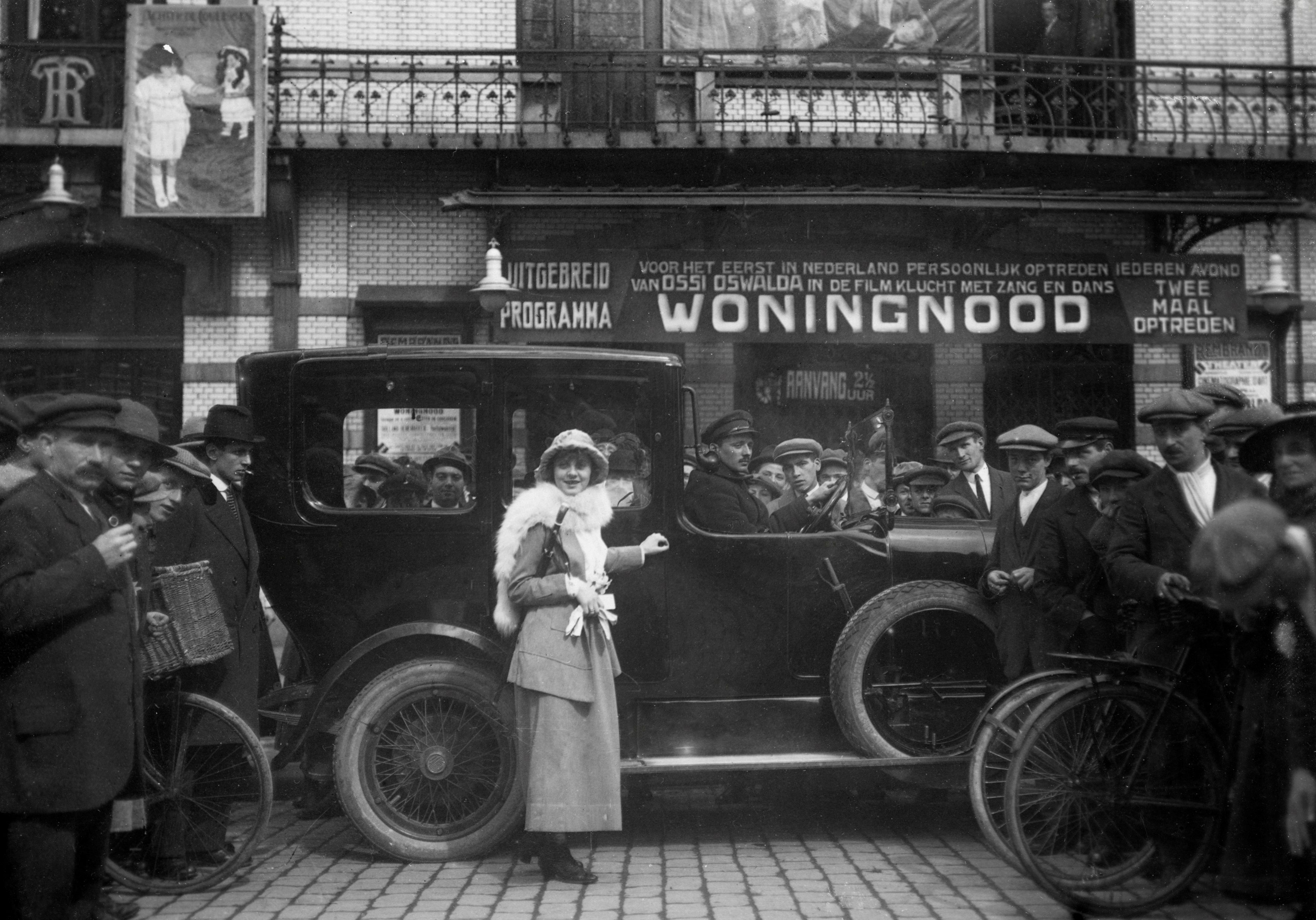
Oswalda voor het Rembrandttheater, Amsterdam, 1920, ter gelegenheid van de première van Die Wohnungsnot van Ernst Lubitsch, waarin ze een hoofdrol had.

Ossi Oswalda, geboren Oswalda Stäglich (Niederschönhausen, Berlijn, 2 februari 1897 - Praag, 17 juli 1947), was een Duits actrice uit de tijd van de stomme film.

## Leven en werk
Oswalda werd opgeleid als ballerina en werkte aanvankelijk als danseres in een Berlijns theater. In 1916 maakte ze haar filmdebuut in Nächte des Grauens van Richard Oswald en Arthur Robison. Kort daarna werd ze door scenarioschrijver Hanns Kräly aanbevolen bij de succesvolle Duitse regisseur Ernst Lubitsch. Lubitsch onderkende haar talent en gaf haar direct hoofdrollen in diverse van zijn films, zoals Meine Frau, die Filmschauspielerin (1919), Die Austernprinzessin (1919), Meyer aus Berlin, Die Puppe (1919) en Die Wohnungsnot (1920), komedies die veelal ook in Nederland en België uitkwamen. Voor de Nederlandse première van Die Wonungsnot kwam ze zelfs naar Amsterdam en nam ze een promotiefilmpje op in Volendam. In deze periode was ze erg populair en werd ze zelfs de Duitse Mary Pickford genoemd.
Oswalda huwde met Baron Gustav von Koczian en met diens hulp richtte ze in 1921 haar eigen productiemaatschappij op. Ze produceerde een vijftal films, waarin ze zelf de hoofdrol had. Haar eerdere tegenspeler in Lubitsch-films Victor Janson fungeerde als regisseur. Van 1925 tot 1929 speelde Oswalda in films van Universum Film AG. Begin jaren dertig acteerde ze nog in een tweetal gesproken films. Haar succes uit de periode Lubitsch wist ze echter niet meer te evenaren.
In de jaren 1930 vertrok Oswalda naar Praag en werkte daar als toneelactrice. Ook schreef ze nog een filmscript. In 1947 overleed ze onder kommervolle omstandigheden, 50 jaar oud. Ze ligt begraven op de Olšany-begraafplaats in Praag.

## Filmografie

### Stomme films
- 1916: Nächte des Grauens
- 1916: Schuhpalast Pinkus
- 1916: Leutnant auf Befehl
- 1916: Der Tod auf Zeche Silva
- 1916: Der Hilferuf
- 1916: Der G.m.b.H.-Tenor
- 1917: Wenn vier dasselbe tun
- 1917: Ossi’s Tagebuch
- 1917: Prinz Sami
- 1917: Das fidele Gefängnis
- 1918: Dem Licht entgegen
- 1918: Ich möchte kein Mann sein
- 1918: Der Rodelkavalier
- 1918: Das Schwabemädle
- 1918: Das Mädel vom Ballett
- 1919: Meine Frau, die Filmschauspielerin
- 1919: Hundemamachen
- 1919: Meyer aus Berlin
- 1919: Die Austernprinzessin
- 1919: Die Puppe
- 1919: Das Mädchen aus dem wilden Westen
- 1919: Das Millionenmädel
- 1920: Die Wohnungsnot
- 1920: Putschliesel
- 1920: Kakadu und Kiebitz
- 1921: Das Mädel mit der Maske*
- 1921: Amor am Steuer*
- 1922: Der blinde Passagier*
- 1923: Das Milliardensouper*
- 1923: Colibri*
- 1924: Niniche
- 1924: Ein Weihnachtsfilm für Große
- 1925: Herrn Filip Colins Abenteuer
- 1925: Das Mädchen mit der Protektion
- 1925: Blitzzug der Liebe
- 1926: Die Fahrt ins Abenteuer
- 1926: Schatz, mach’ Kasse
- 1926: Gräfin Plättmamsell
- 1926: Eine tolle Nacht
- 1926: Die kleine vom Varieté
- 1926: Das Mädel auf der Schaukel
- 1927: Wochenend wider Willen
- 1927: Frühere Verhältnisse
- 1927: Es zogen drei Burschen
- 1927: Ein schwerer Fall*
- 1928: Eddy Polo mit Pferd und Lasso
- 1928: Ossi hat die Hosen an
- 1928: Die Vierte von rechts
- 1928: Das Haus ohne Männer
- 1929: Der Dieb im Schlafcoupée

* ook producent

### Geluidsfilms
- 1930: Der keusche Josef
- 1933: Der Stern von Valencia

## Noot
1. ↑  Cf. Website Find a Grave. Over geboorte en overlijdensdata Oswalda circuleren op internet meerdere data

- Bibsys: 15040964
- Biblioteca Nacional de España: XX1413402
- Bibliothèque nationale de France: cb15589088s (data)
- Gemeinsame Normdatei: 117159778
- International Standard Name Identifier: 0000 0003 6862 3258
- Library of Congress Control Number: nr97028406
- Nationale Bibliotheek van Tsjechië: pna2010575646
- Nationale Bibliotheek van Israël: 987007322353105171
- Nederlandse Thesaurus van Auteursnamen: 310188539
- Système universitaire de documentation: 15010541X
- Virtual International Authority File: 47532771
- WorldCat: E39PBJjhG6YqCpCb7Gbh7vfg8C